# Cult of Luna
Cult of Luna és una banda sueca de heavy metal de la ciutat d'Umeå fundada el 1998. És coneguda per la seva música post-metal semblant a les bandes contemporànies Neurosis i Isis. El grup va signar amb Earache Records a principis dels anys 2000 i va publicar cinc àlbums, inclosos els comercialment reeixits Salvation (2004) i Somewhere Along the Highway (2006). Després d'un llarg període d'inactivitat, Cult of Luna va tornar de la mà d'Indie Recordings amb Vertikal (2013) i l'EP complementari Vertikal II (2013), tots dos inspirats en la pel·lícula de 1927 de Fritz Lang, Metropolis. El 2016 la banda va publicar el seu setè àlbum de temàtica espacial, Mariner, amb la vocalista estatunidenca Julie Christmas.
El so de Cult of Luna ha avançat des d'un treball primerenc amb una important influència del doom metal a un de menys agressiu i més dedicat a l'orquestració. Els aficionats i els crítics han anomenat aquest so post-metal, metal progressiu o sludge metal.
Les seves cançons solen ser llargues, lentes, repetitives i eixordadores, amb seccions pesades de guitarres distorsionades sovint intercalades amb interludis orquestrals i incursions de post-rock. El grup evita les estructures de cançons convencionals, optant per un so que evoluciona al llarg d'una cançó, de vegades cap a un crescendo atmosfèric, en comptes d'un patró vers-cor-vers, incorporant seccions de «llum i foscor» a la seva música.

## Discografia

### Àlbums d'estudi
- 2001 : Cult of Luna
- 2003 : The Beyond
- 2004 : Salvation
- 2006 : Somewhere Along the Highway
- 2008 : Eternal Kingdom
- 2013 : Vertikal
- 2016 : Mariner (amb Julie Christmas)
- 2019 : A Dawn to Fear
- 2022 : The Long Road North[6]

### EP
- Switchblade / Cult of Luna (compartit amb Switchblade, 2000, Trust No One Recordings)
- Bodies / Recluse (versiona de The Smashing Pumpkins i Unbroken, 2006, Earache)
- Vertikal II (2013, Indie Recordings)
- Råångest (compartit amb The Old Wind, 2015, Pelagic)
- The Raging River (2021, Red Creek)[7]

### Àlbums en directe
- Live at Roadburn 2013 (2017, Indie Recordings)
- Somewhere Along the Highway: Live at Roadburn 2016 (2017, Indie Recordings)
- Live at La Gâité Lyrique: Paris (2017, Indie Recordings)

### Audiollibres
- Eviga riket (2010)
- Eternal Music (2014)